# Levécourt
Levécourt (1793–1801 mit der Schreibweise Levecourt) ist eine französische Gemeinde mit 91 Einwohnern (Stand: 1. Januar 2022) im Département Haute-Marne in der Region Grand Est (bis 2015 Champagne-Ardenne). Sie gehört zum Arrondissement Chaumont und zum Gemeindeverband Meuse Rognon. Die Bewohner nennen sich Levécourtois.

## Geografie
Die Gemeinde Levécourt liegt in der Landschaft Bassigny an der oberen Maas, etwa 35 Kilometer östlich der Départements-Hauptstadt Chaumont und 36 Kilometer westsüdwestlich von Vittel. Das 6,7 km² große Gemeindegebiet umfasst einen zwei Kilometer langen Abschnitt des breiten oberen Maastales, das hier auf etwa 315 Metern über dem Meer liegt. Östlich und westlich des Tals erheben sich sanfte, teils bewaldete Hügel. Der höchste Punkt in der Gemeinde ist der 407 m über Meereshöhe gelegene Südwestrand des Le Fays an der östlichen Gemeindegrenze. Neben den bewaldeten Hanglagen und Auwaldresten gibt es im Süden der Gemeinde mit dem Bois Bruot einen ca. 100 ha großen Wald. Die Landschaft in der Gemeinde ist größtenteils von Äckern und Weiden geprägt. Nachbargemeinden von Levécourt sind Doncourt-sur-Meuse im Nordosten und Osten, Breuvannes-en-Bassigny im Südosten, Clefmont im Süden, Audeloncourt und Maisoncelles im Südwesten, Vroncourt-la-Côte im Westen sowie Huilliécourt im Nordwesten.

## Bevölkerungsentwicklung
| Jahr      | 1962 | 1968 | 1975 | 1982 | 1990 | 1999 | 2006 | 2019 |
| Einwohner | 186  | 177  | 155  | 131  | 130  | 107  | 95   | 88   |

Im Jahr 1806 wurde mit 472 Bewohnern die bisher höchste Einwohnerzahl ermittelt. Die Zahlen basieren auf den Daten von cassini.ehess und INSEE.

## Sehenswürdigkeiten

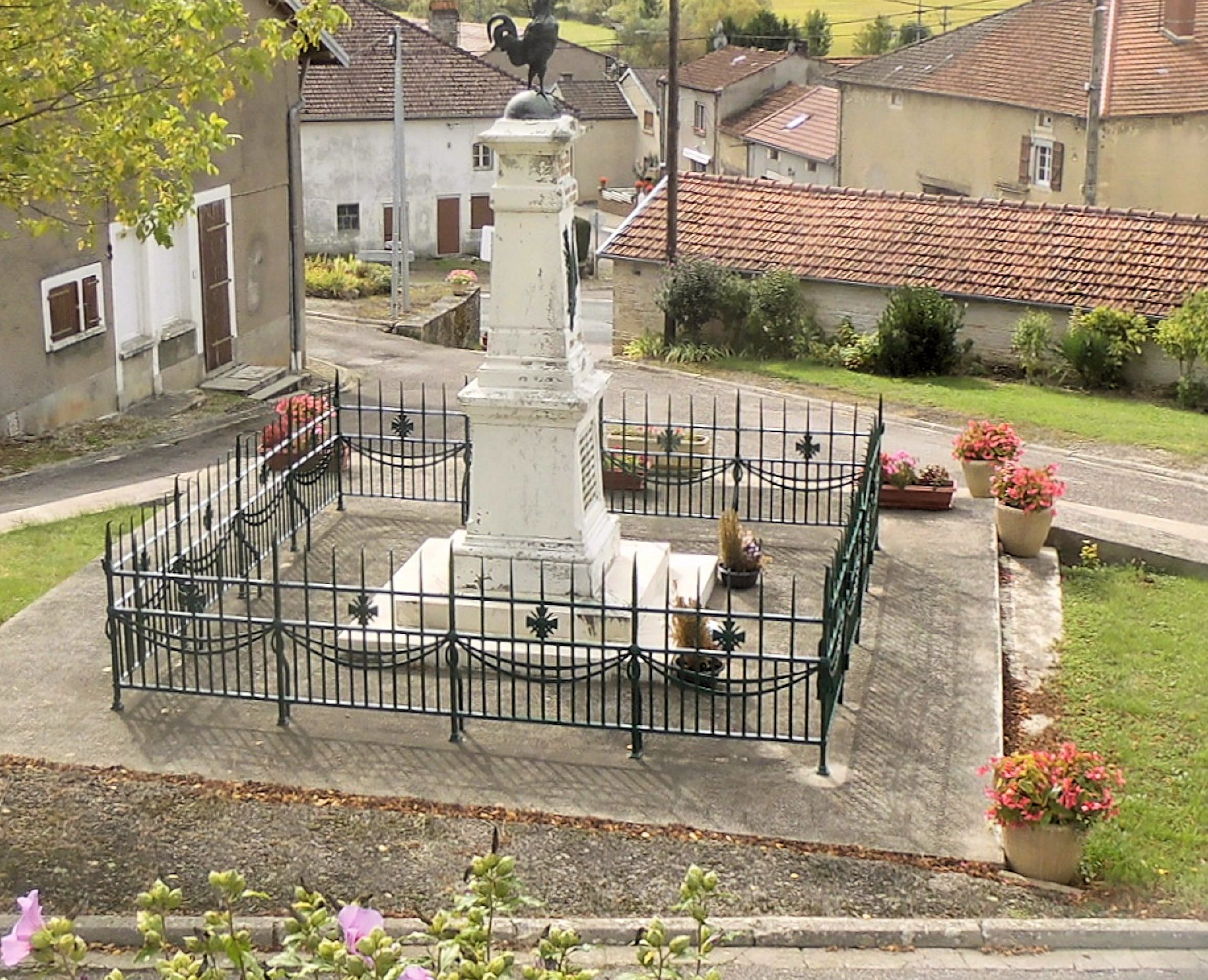
Gefallenendenkmal

- Kirche Saint-Jean-Baptiste (Johannes der Täufer)
- Kapelle Inserer Lieben Frau vom Grand-Ru (Notre-Dame du Grand-Ru)
- Waschhaus (Lavoir)
- Gefallenendenkmal

Kirche Saint-Jean-Baptiste in Levécourt
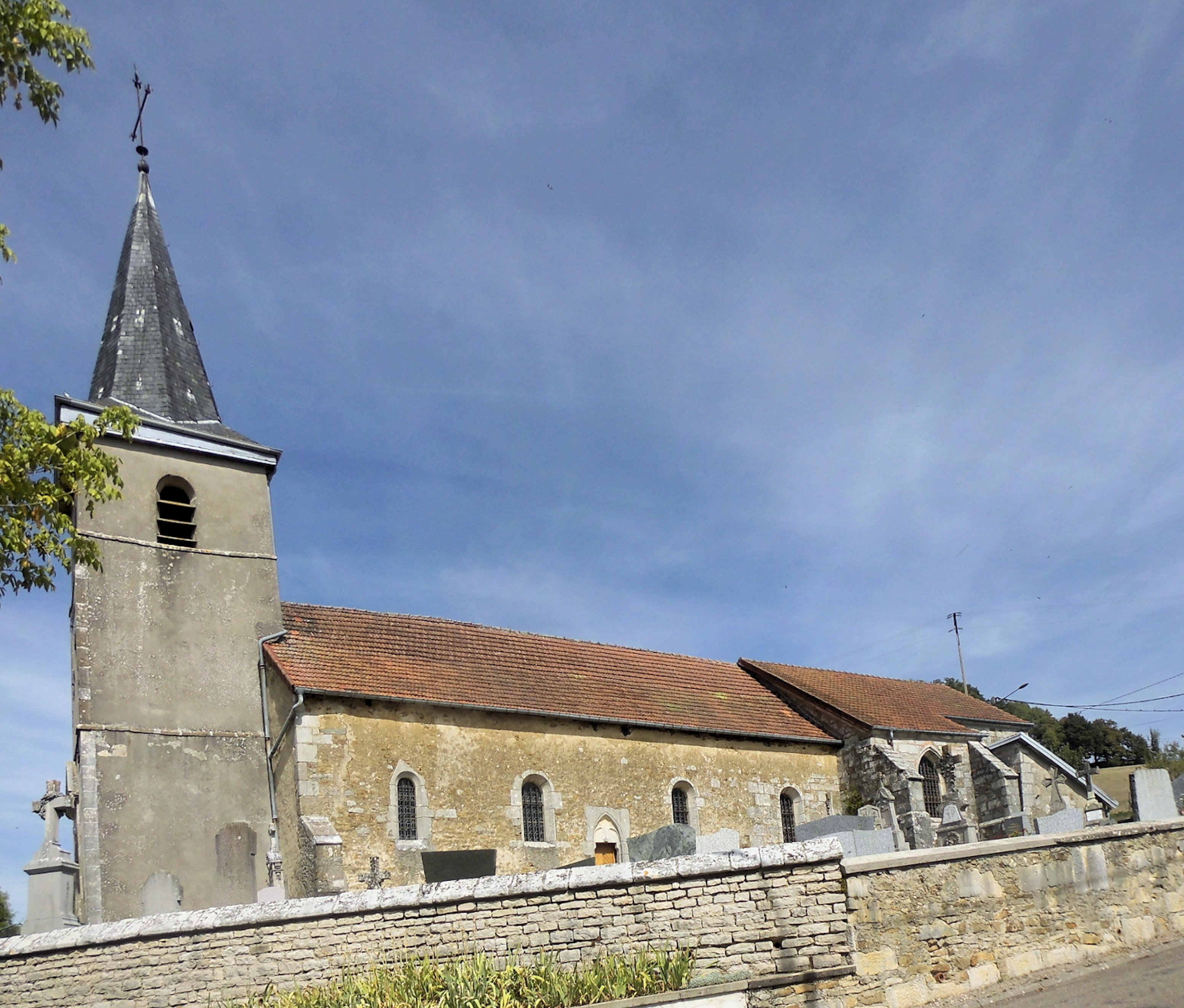
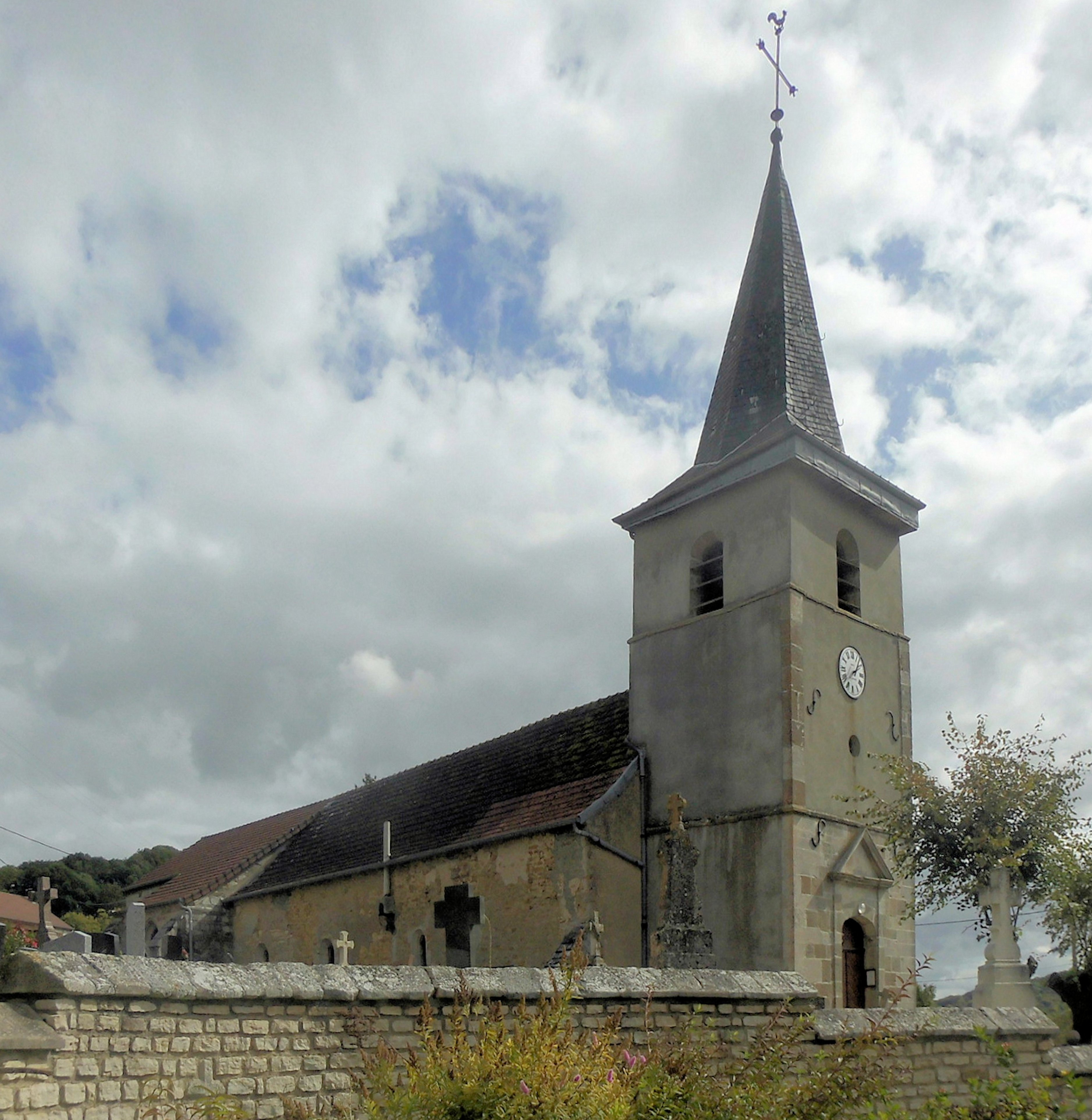

Kapelle Notre-Dame du Grand-Ru in Levécourt
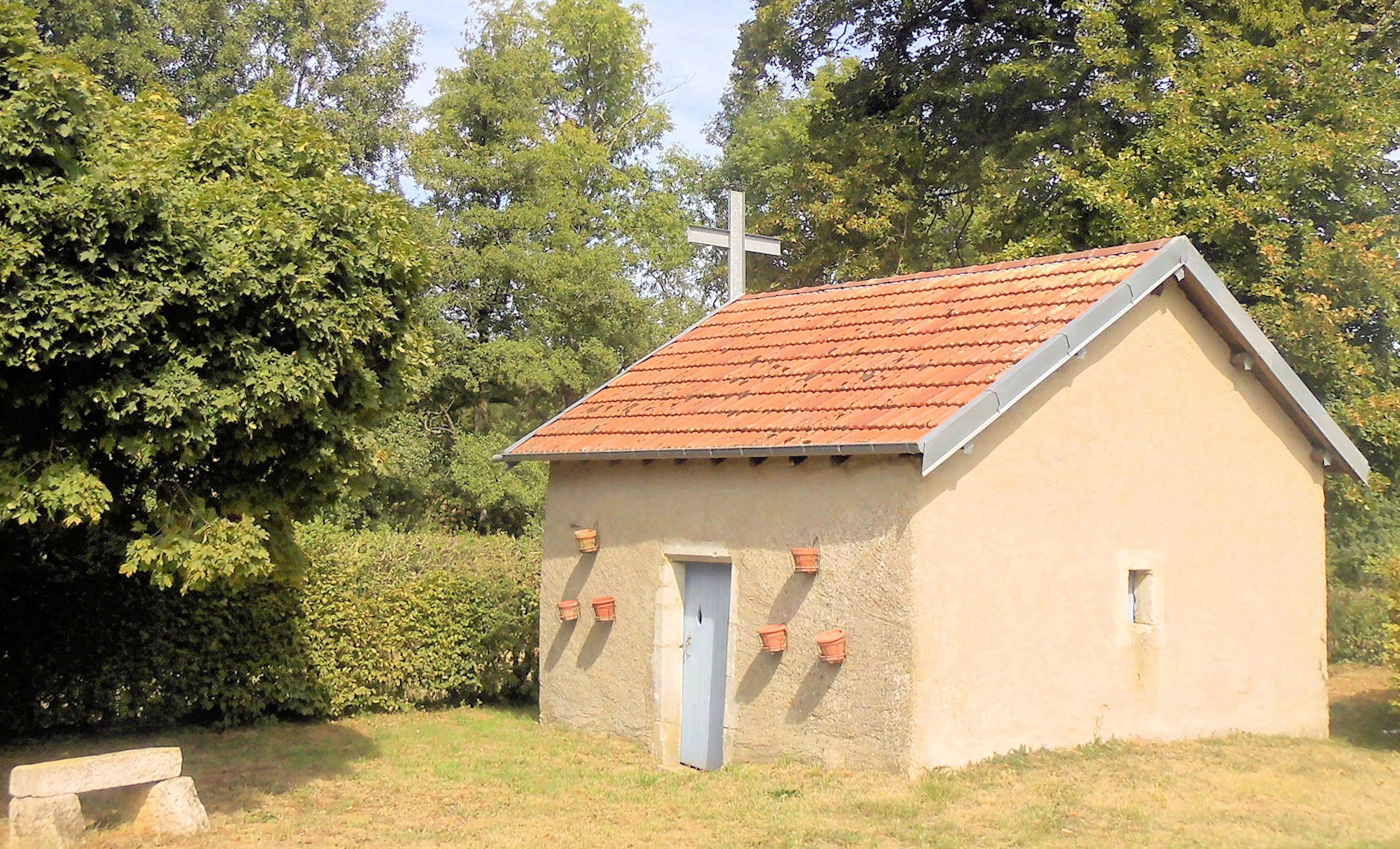
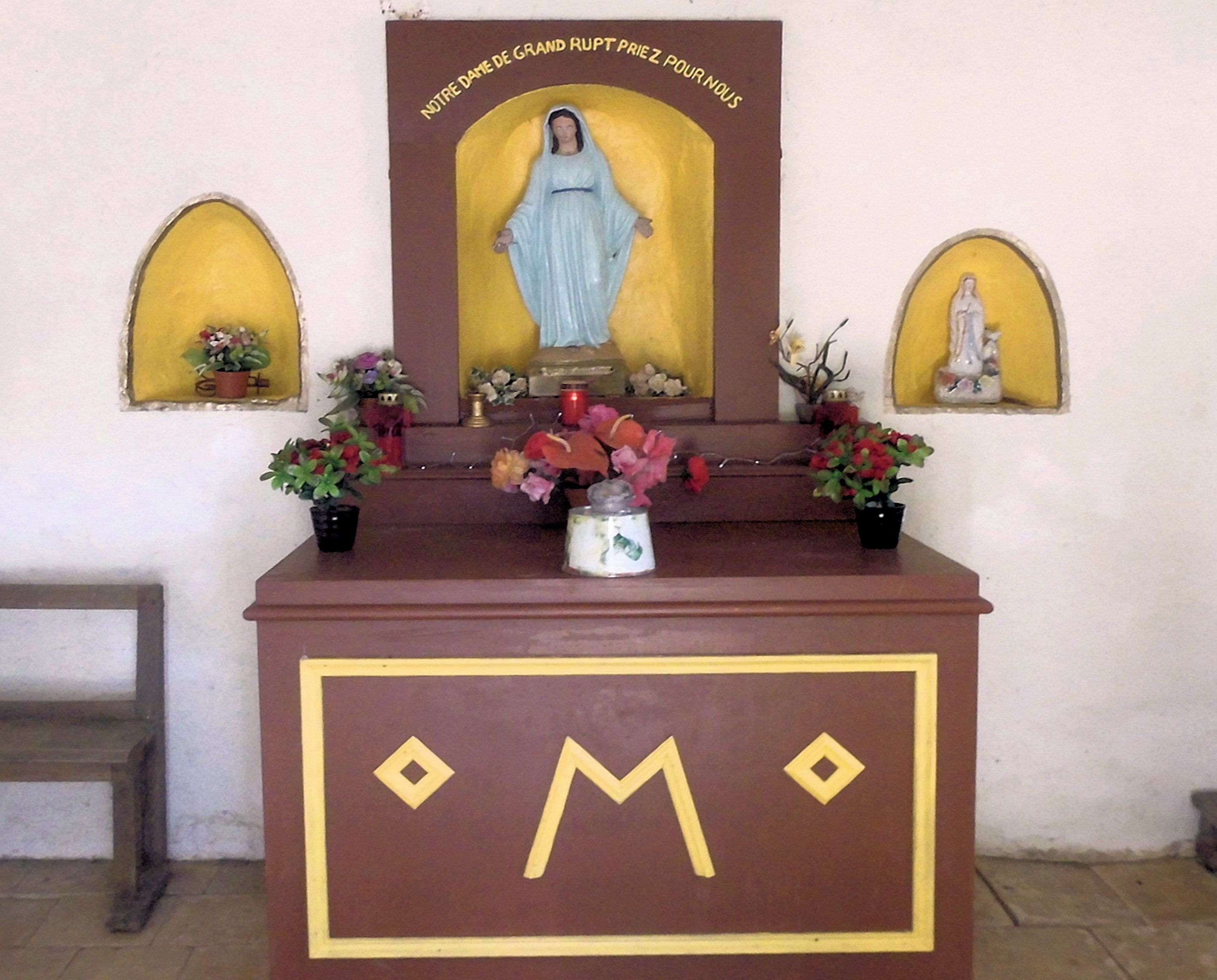

## Wirtschaft und Infrastruktur
Levécourt ist bäuerlich geprägt. In der Gemeinde sind drei Landwirtschaftsbetriebe im Haupterwerb tätig (Getreideanbau, Milchviehhaltung).
Zwei Kilometer westlich von Levécourt verläuft die Fernstraße D74 von Neufchâteau nach Langres. Zehn Kilometer östlich von Levécourt besteht ein Anschluss an die Autoroute A31. Durch die Gemeinde verläuft die Bahnstrecke Culmont-Chalindrey–Toul am rechten Maasufer entlang – ohne Halt.

## Belege
1. ↑  Ortsname auf cassini.ehess.fr (französisch)
2. ↑  Levécourt auf cassini.ehess.fr (französisch)
3. ↑  Levécourt auf insee.fr
4. ↑  Landwirtschaftsbetrieb auf annuaire-mairie.fr (französisch)